# 87-Yard-Fumble von Louisiana Tech 2017
Der 87-Yard-Fumble von Louisiana Tech 2017 fand am 9. September 2017 statt. Im vierten Viertel des College-Football-Spiels zwischen den Louisiana Tech Bulldogs und den Mississippi State Bulldogs wurde ein Snap von Louisiana Tech gefumbelt und nach einer Serie von missglückten Eroberungsversuchen erst nach einem Raumverlust von 87 Yards von Louisiana Tech zurückerobert. Es war der längste bekannte Raumverlust in einem Spielzug in der Geschichte des College Footballs und produzierte den größten zu erzielenden Raumgewinn für ein neues First Down mit 93 Yards.

## Der Fumble
Louisiana Tech lag vor Beginn des Spielzuges mit 14:57 zurück. Louisiana Tech war an Mississippi States 6-Yard-Line und war beim 2nd Down & Goal. Der anschließende Snap wurde jedoch über den Kopf von Quarterback J’Mar Smith geworfen, sodass der Ball als gefumbelt galt. Smith rannte dem Ball daraufhin hinterher und versuchte sich auf ihn zu werfen, es gelang ihm jedoch nicht, den Ball unter Kontrolle zu bekommen. Mississippi States Maurice Smitherman versuchte nun selbst den Ball aufzunehmen, ohne sich jedoch auf ihn zu werfen und so Down zu sein. Stattdessen schoss er den Ball aber nur weg. Daraufhin versuchte er sich doch auf den Ball zu werfen, ebenso wie sein Teamkollege Marquiss Spencer. Keinem der beiden gelang es den Ball zu kontrollieren, stattdessen wurde der Ball weiter nach hinten gestoßen. Smitherman jagte dem Ball daraufhin weiter hinterher, schoss ihn jedoch erneut, diesmal zu seinem Mannschaftskameraden Lashard Durr. Dieser schoss den Ball zweimal und brachte ihn so tief ins offene Feld. Louisiana Techs Cee Jay Powell und Mississippi States Willie Gay Jr. versuchten in der Folge den Ball zu erobern. Powell konnte den Zweikampf um den Ball für sich entscheiden und eroberte den Ball an Techs 7-Yard-Line.

## Reaktionen
Aufgrund der Kuriosität des Spielzuges erhielt dieser größere Aufmerksamkeit. Neben Sports Illustrated, SB Nation, ESPN oder USA Today, berichtete unter anderem auch das deutsche Sportmagazin ran. Richard Johnson von SB Nation nannte den Spielzug eine Mischung aus College Football, Baseball, Fußball und der XFL.